# Бойник (Болгарія)
Бо́йник (болг. Бойник) — село в Кирджалійській області Болгарії. Входить до складу общини Крумовград.

## Населення
За даними перепису населення 2011 року у селі проживали 0 осіб.
Динаміка населення: